# Oscarsborg
Oscarsborg (Oscarsborg fæstning) er et norsk fort, der ligger på en klippeø ved indsejlingen til Oslo i Oslofjorden ud for den lille by Drøbak.
Fortet er berømt for at have beskudt og sænket det tyske skib Blücher den 9. april 1940.
Fortet havde tre jernkanoner fremstillet af Krupp i 1892. De bar de gammeltestamentlige navne Moses, Aron og Joshua.
Kommandanten på Oscarsborg oberst Birger Eriksen havde ingen forholdsordre. Efter varsel fra opsynsfartøjet Pol III og forterne Rauøy og Bolærne om fjendtlige fartøjer satte han på eget initiativ fæstningen på krigsfod. Kl. 04.21 norsk tid (05.21 tysk tid) beordrede han "ILD" fra 1.kanon Moses. Kort efter fik 2. kanon Aron en træffer ind i flyhangaren, og en kraftig brand brød ud. Kl. 04.25 fik Blücher to torpedotræffere én i forskibet og én midtskibs, som beseglede skibets skæbne. Det sank ved Askholmene kl. 06.23. De andre tyske skibe vendte om. Oscarsborg blev senere den 9. april bombet gentagne gange, og fæstningen blev om morgenen d. 10. april overgivet til og besat af tyske tropper.
Den 8. april 2014 startede optagelserne af den filmen Kongens valg instrueret af Erik Poppe på fæstningen (Dansk premiære 2. februar 2017). Dele af filmen bygger på begivenhederne her 9. april 1940.
I dag er det muligt at besøge Oscarsborg (i dag hotel og museum) bl.a. med færge fra Drøbak.